# In the spirit of things
In the sprit of things is het elfde studioalbum van Kansas. 

## Inleiding
Het was het tweede album met de combinatie Walsh en Morse. Deze hield niet lang stand; het platenlabel MCA Records voerde een verjonging door onder de artiesten en deze “oude rockers” kwamen zonder platencontract te zitten. Het album werd weinig gepromoot door het label, alhoewel ze wel de single Stand beside me lieten ondersteunen voor een videoclip. Het bleek onvoldoende voor hoge verkoopcijfers. De basistrack werden opgenomen in de Soundscape Studios in Atlanta met Brendan O'Brien achter de knoppen, aanvullende opnamen te Can-Am Recorders in Los Angeles. Het album werd gestoken in een platenhoes ontworpen door Storm Thorgerson, die diverse fotografen inschakelde waaronder Glenn Wexler.
Centraal thema van het album vormt het buiten haar oevers treden van de rivier Neosho in juni en juli 1951 (Great flood of 1951) als gevolg van zware regenval. Het stadje Neoshi Falls werd daarbij grotendeels vernietigd. Zo meldt het lied Ghosts: “In that small Kansas town, the flood came without warning". Volgens schrijver Daniel Fitzgerald liet de band zich daarbij inspireren op zijn boek Ghost towns of Kansas, deel 2 uit 1979, met name over het verloren gegane stadje. De liedjes volgen elf personen uit het stadje dat als spookstad achterbleef. De laatste track verwijst tevens naar de Koreaanse Oorlog (1950-1953) want refereert aan de 38e breedtegraad noord, de Koreaanse gedemilitariseerde zone ligt daarover heen ("It was someone else’s war but at the line of the 38th parallel it was her I fought them for"). Muziekproducent Bob Ezrin wilde door deze constructie meer eenheid brengen bij het album.
Het gebrek aan promotie zorgde ervoor dat ook de noteringen in de albumlijsten achterbleven. Dit album haalde "slechts" zes weken een notering in de albumlijst Billboard 200 met een hoogste notering op plaats 114. In andere landen haalde het geen noteringen. Rond die tijd verdween Kansas ook als apart lemma in de OOR's Pop-encyclopedie, het was een puur Amerikaanse band geworden. Een van de promotieconcerten vond plaats op 14 februari 1989 en werden vastgelegd op King Biscuit Flower Hour Presents Kansas.

## Musici
- Steve Walsh - zang, toetsinstrumenten
- Steve Morse – gitaren, zang
- Rich Williams – gitaren
- Billy Greer – basgitaar, zang
- Phil Ehart – drumstel (co-muziekproducent van tracks 4, 6 en 7)

Met
- Greg Robert – programmeerwerk, achtergrondzang
- Christopher Yavelow – klank Kurzweill synthesizer
- Ricky Keller – programmeerwerk percussie (2) en toetsen (4)
- Steve Croes – synclavier
- Terry Brock – achtergrondzang (4)
- John Pierce – fretloze basgitaar (7)
- Bob Ezrin – percussie, zang, achtergrondzang, muziekproducent
- James Cleveland met het Southern California Community Choir – achtergrondzang (2, 9, 10)

## Muziek
| Nr. | Titel                                                                                             | Duur |
| --- | ------------------------------------------------------------------------------------------------- | ---- |
| 1.  | Ghosts (Walsh, Morse, Ezrin)                                                                      | 4:18 |
| 2.  | One big sky (Howard Kleinfeld, Michael Dan Ehmig met aanvullende teksten van Walsh, Ezrin, Ehart) | 5:17 |
| 3.  | Inside of me (Walsh, Morse)                                                                       | 4:42 |
| 4.  | One man, one heart (Mark Spiro, Dann Huff)                                                        | 4:20 |
| 5.  | House on fire (Walsh, Morse, Ezrin, Ehart)                                                        | 4;42 |
| 6.  | Once in a lifetime (Antonina Armato, Dennis Morgan, Albert Hammond)                               | 4:14 |
| 7.  | Stand beside me (Marc Jordan, Bruce Gailsch)                                                      | 3:28 |
| 8.  | I counted on love (Walsh, Morse)                                                                  | 3:33 |
| 9.  | The preacher (Walsh, Morse)                                                                       | 4:18 |
| 10. | Rainmaker (Walsh, Morse, Ezrin)                                                                   | 6:44 |
| 11. | T.O. Witcher (Morse)                                                                              | 1:39 |
| 12. | Bells of Saint James (Walsh, Morse)                                                               | 5:39 |